# Strawberry Fields Forever
«Strawberry Fields Forever» és una cançó del grup britànic The Beatles, publicada primer com a senzill el 13 de febrer de 1967, acompanyada del tema «Penny Lane», i posteriorment inclosa en l'àlbum Magical Mystery Tour de 1967. Tot i que el tema va ser escrit únicament per John Lennon, la cançó va ser acreditada al duet Lennon/McCartney.

## Antecedents i composició
John Lennon va començar a escriure Strawberry Fields Forever en la tardor de l'any 1966 mentre es trobava a Almeria, on estava gravant la pel·lícula "How I won the war" de Richard Lester. En l'àlbum Anthology 2, publicat l'any 1996, hi apareix una demo de la cançó interpretada solament per Lennon acompanyat d'una guitarra rítmica tocada per ell.
El títol de la cançó, així com la seva lletra, fa referència a l'orfenat Strawberry field de l'Exèrcit de Salvació, que s'ubicava a prop de la casa de John Lennon a Woolton, Liverpool. Lennon, juntament amb els seus amics d'infància Pette Shotton i Ivan Vaughan, acostumaven a jugar en un pati que es trobava darrere la casa. Paul McCartney va confessar que, tot i que Lennon descrivia i s'imaginava el parc com un lloc bonic, durant l'estiu estava ple d'herbes i vegetació salvatge. Tot i això, segons McCartney, era un indret on era fàcil amagar-se, si més no, Lennon descriu Strawberry field com un lloc on res és real ("Nothing is real") i on no cal preocupar-se per res ("And nothing to get hungabout").
Anys més tard de la publicació de la cançó, Lennon va descriure Strawberry Fields Forever com "una de les poques cançons verdaderes que va escriure". Segons l'artista, "en la majoria de cançons acostumava a projectar-se a si mateix en situacions i a escriure'n bones històries".

## Estructura musical i gravació
La primera demo de la cançó començava amb un acord Do major en la introducció, i el vers amb un Sol Major. Això no obstant, en l'edició final, Strawberry Fields Forever comença amb un Si bemoll en la tornada (que apareix al principi de la cançó) i amb un Fa Major en l'inici del vers, la qual cosa significa que, respecte a la primera versió, la peça va ser baixada un to sencer.
La cançó va ser gravada entre el 24 de novembre i el 22 de desembre de l'any 1966 en els estudis d'Abbey Road. Strawberry fields forever segueix la filosofia de l'àlbum Sgt. Pepper's Lonely Hearts Club Band, ja que intervenen un nombre d'instruments força major al que els Beatles acostumaven a utilitzar en les seves cançons, que normalment eren un baix, una guitarra acústica, una guitarra elèctrica i una bateria. Tot i això, la cançó va ser publicada com a senzill, juntament amb el tema Penny Lane i posteriorment dins l'àlbum Magical Mystery Tour.

## Recepció i crítiques
Per primera vegada des de la publicació de «Love me do» de l'any 1962, el senzill Strawberry Fields Forever/Penny Lane no va arribar a la primera posició tant en les llistes del Regne Unit com dels Estats Units. Tot i això, el tema de Lennon va ser capaç de deprimir a Brian Wilson, membre fundador del grup californià The Beach Boys, que en aquella època treballava en un projecte musical capaç de fer competència als Beatles.
Strawberry Fields Forever ha estat versionada per artistes com Ben Harper, Debbie Harry, Richie Havens o Oasis, entre d'altres. La revista Rolling Stone va posicionar Strawberry Fields Forever en la posició 76 de la seva llista de l'any 2004 "500 millors cançons de tots els temps".
El llançament del senzill va estar acompanyat de l'edició d'un videoclip, que va ser gravat entre el 30 i 31 de gener del 1967, en el "Knowle Park".

## Personal
- John Lennon - Veu, guitarra acústica, piano, bongos, mellotron
- Paul McCartney - Mellotron, baix, guitarra elèctrica, timpani, bongos
- George Harrison - Guitarra elèctrica, svarmandal, timpani, maraques
- Ringo Starr- Bateria
- Terry Doran - Maraques
- Tony Fisher, Greg Bowen, Derek Watkins, Stanley Roderick - Trompetes
- John Hall, Derek Simpson, Norman Jones - Violoncels